# Ochthebius exsculptus
Ochthebius exsculptus är en skalbaggsart som först beskrevs av Ernst Friedrich Germar 1824.  Ochthebius exsculptus ingår i släktet Ochthebius och familjen vattenbrynsbaggar. Inga underarter finns listade i Catalogue of Life.